# Подмошенский, Иван Васильевич
Иван Васильевич Подмошенский (10.07.1922 — 01.01.1994) — советский учёный, лауреат Государственной премии СССР (1981).
Родился 10.07.1922 на хуторе Рощица (в настоящее время — Островский район Псковской области).
В июне 1941 года окончил школу и был призван в армию. Пройдя ускоренную программу училища связи в Ленинграде, преподавал на курсах радистов. Затем служил начальником личной радиостанции И. С. Конева. Воевал на 2-м Украинском фронте, участвовал в освобождении Румынии и Чехословакии. Старший лейтенант. Награждён орденами Красной Звезды и Отечественной войны 2 степени.
После демобилизации окончил физический факультет Ленинградского государственного университета.
Работал в Государственном оптическом институте, последняя должность — начальник лаборатории низкотемпературной плазмы.
В 1957 г. совместно с Н . Н . Огурцовой разработал импульсный источник света с постоянной в течение импульса (100 мксек) яркостью. 
Разработал плазменный источник излучения (источник Подмошенского ИСИ-1). Главный разработчик многоканального спектрометра для автоматического спектрального анализа металлов и сплавов.
Кандидат технических наук (диссертация в форме доклада «Разработка фотоэлектрической аппаратуры и методов для эмиссионного спектрального анализа». Читал лекции по фотоэлектрическим методам спектроскопии на физфаке ЛГУ.
Лауреат Государственной премии СССР (1981, в составе коллектива) — за цикл работ по физике сильноточных излучающих разрядов.
Умер от инсульта 01.01.1994.
Сочинения:
- Огурцова Н.Н., Подмошенский И.В. Исследование мощного импульсного разряда с ограниченным диаметром канала // Оптика и спектроскопия. 1958. Vol. 4, № 4. P. 539541.
- Демидов А.Н., Огурцова Н.Н., Подмошенский И.В. Импульсный источник света с излучением, подобным излучению АЧТ, при температуре 40 000 К // Оптико-механ. промышленность. - 1960. - С. 2 - 7.
- Огурцова Н.Н., Подмошенский И.В., Роговцев П.Н. Расчет параметров оптически плотной плазмы разряда с испаряющейся стенкой // Теплофизика высоких температур. 1971. Vol. 9, № 3. P. 468-474.
- Огурцова Н.Н., Подмошенский И.В., Смирнов В.Л. Наблюдение фазового перехода в сильно неидеальной плазме //Письма в ЖТФ. 1975. Vol. 1, № 22. P. 1049-1053.
- Огурцова Н.Н., Подмошенский И.В., Смирнов В.Л. Явление фазового перехода в плотной плазме капиллярного разряда // Теплофизика высоких температур. 1977. Vol. 15, № 3. P. 456-464.
- Белов С.Н., Огурцова Н.Н., Подмошенский И.В. Оптические исследования развития плазменной струи капиллярного разряда. Журнал прикладной спектроскопии, 1975.